# Јунус Акгун
Јунус Акгун (тур. Yunus Akgün; Истанбул, 7. јул 2000) је турски професионални фудбалер који игра на позицији везног играча за Галатасарај и репрезентацију Турске.

## Клупска каријера

### Галатасарај
Каријеру је започео у Галатасарају 2011. године. Професионално је дебитовао у Суперкупу Турске 2018. са поразом против Акхисара Беледијеспора 5. августа. Хет-трик је постигао 29. јануара 2019. са победом од 4:1 у утакмици Купа Турске против Болуспора.

### Адана демирспор
Као позајмица је играо за Адану демирспору 2020—2021. и 2021—2022.

### Галатасарај
Шампион Суперлиге је постао 2022—2023. са Галатасарајем. Поразивши Анкарагуџу 4—1 у гостима у мечу одиграном у тридесет и шестој недељи 30. маја 2023, Галатасарај је две недеље пре краја обезбедио вођство и освојио двадесет и трећи шампионат у својој историји.

### Лестер Сити
Као позајмица је играо за Лестер Сити 2023—2024. Уговор је потписао 26. августа 2023, а дебитовао је три дана касније са победом 2:0 у гостима против Транмир роверса у другом колу Лиге купа Енглеске. Први гол за клуб је постигао 27. јануара 2024. на домаћем терену против Бирмингем Ситија у четвртом колу ФА купа.

## Репрезентативна каријера
Представљао је Турску на Европском првенству и Светском првенству до 17 година.
За репрезентацију Турске је дебитовао 4. јуна 2022. у утакмици УЕФА Лиге нација против Фарских Острва. Свој први гол је постигао у сениорској лиги приликом свог другог наступа, постигавши пети од шест голова на гостовању репрезентације Литваније 7. јуна 2022.
Члан је репрезентације Турске за Европско првенство 2024.

## Каријерна статистика

### Клупска
| Клуб            | Сезона    | Лига       | Лига | Лига   | Национални куп | Национални куп | Лига куп | Лига куп | Европа | Европа | Остало | Остало | Укупно | Укупно |
| Клуб            | Сезона    | Дивизија   | Ута. | Голови | Ута.           | Голови         | Ута.     | Голови   | Ута.   | Голови | Ута.   | Голови | Ута.   | Голови |
| --------------- | --------- | ---------- | ---- | ------ | -------------- | -------------- | -------- | -------- | ------ | ------ | ------ | ------ | ------ | ------ |
| Галатасарај     | 2018—2019 | Суперлига  | 11   | 0      | 6              | 4              | —        | —        | 2      | 0      | 1      | 0      | 20     | 4      |
| Галатасарај     | 2019—2020 | Суперлига  | 5    | 1      | 2              | 0              | —        | —        | 0      | 0      | 0      | 0      | 7      | 1      |
| Галатасарај     | 2021—2022 | Суперлига  | 0    | 0      | 0              | 0              | —        | —        | 1      | 0      | —      | —      | 1      | 0      |
| Галатасарај     | 2022—2023 | Суперлига  | 25   | 1      | 3              | 0              | —        | —        | —      | —      | —      | —      | 28     | 1      |
| Галатасарај     | 2023—2024 | Суперлига  | 1    | 0      | 0              | 0              | —        | —        | 4      | 0      | 0      | 0      | 5      | 0      |
| Галатасарај     | Укупно    | Укупно     | 42   | 2      | 11             | 4              | —        | —        | 7      | 0      | 1      | 0      | 61     | 6      |
| Адана демирспор | 2020—2021 | Друга лига | 28   | 5      | 4              | 2              | —        | —        | —      | —      | —      | —      | 32     | 7      |
| Адана демирспор | 2021—2022 | Суперлига  | 34   | 8      | 4              | 1              | —        | —        | —      | —      | —      | —      | 38     | 9      |
| Адана демирспор | Укупно    | Укупно     | 62   | 13     | 8              | 3              | 0        | 0        | 0      | 0      | 0      | 0      | 70     | 16     |
| Лестер Сити     | 2023—2024 | Чемпионшип | 23   | 1      | 4              | 1              | 2        | 0        | —      | —      | —      | —      | 29     | 2      |
| Укупно          | Укупно    | Укупно     | 127  | 16     | 23             | 8              | 2        | 0        | 7      | 0      | 1      | 0      | 160    | 24     |

### Репрезентативна
| Репрезентација | Година | Утакмица | Голови |
| -------------- | ------ | -------- | ------ |
| Турска         | 2022   | 5        | 1      |
| Турска         | 2023   | 2        | 1      |
| Турска         | 2024   | 3        | 0      |
| Укупно         | Укупно | 10       | 2      |

| Бр. | Датум             | Стадион                                | Кап. | Противник | Скор | Резултат | Такмичење                 | Реф.   |
| --- | ----------------- | -------------------------------------- | ---- | --------- | ---- | -------- | ------------------------- | ------ |
| 1   | 7. јун 2022.      | Стадион ЛФФ, Вилњус, Литванија         | 2    | Литванија | 5–0  | 6–0      | УЕФА Лига нација          | [ 14 ] |
| 2   | 15. октобар 2023. | Стадион општине Конија, Конија, Турска | 6    | Летонија  | 1–0  | 4–0      | Квалификације за ЕП 2024. | [ 15 ] |

## Успеси

### Галатасарај
- Суперлига: 2018—2019, 2022—2023.[16]
- Куп Турске: 2018—2019.
- Суперкуп Турске: 2019.

### Лестер Сити
- Фудбалска лига Чемпионшип: 2023—2024.[17]